# District de Tarbagataï
Le district de Tarbagataï (en kazakh : Тарбағатай ауданы) est un district du Kazakhstan-Oriental au Kazakhstan.

## Géographie
Le centre administratif du district était avant 2022 Aksuat.
Conformément à l'article 9 de la loi sur la structure administrative et territoriale du Kazakhstan, le chef de l'État a décrété le 9 juin 2022 le transfert du chef-lieu du district de Tarbagatai du village d'Aksuat au village d'Akzhar, permettant dès lors la création du nouveau district d'Aksuat.

## Démographie
Le district a une population estimée de 44 147 habitants en 2013.